# Mary Jones
Mary Jones (12 de diciembre de 1803- ?), nacida Peter Sewally, fue una prostituta trans y soldado estadounidense, de Nueva York. Según The Sun, durante el día vestía "un elegante traje masculino", mientras que por la noche se vestía con ropa femenina y llevaba una prótesis vaginal para solicitar servicios sexuales a los hombres y robarles el dinero. Es más conocida por haber sido objeto de un juicio en 1836 en el que se la acusó de hurto mayor por robar las carteras de los clientes. Se la considera una de las primeras personas abiertamente trans de la historia de Nueva York.

## Trayectoria
El 11 de junio de 1836, un albañil blanco llamado Robert Haslem solicitó los servicios de Jones. Cuando Haslem regresó a casa, se dio cuenta de que le habían robado la cartera que contenía 99 dólares y la habían sustituido por una cartera vacía que pertenecía a otro hombre. Cuando encontró y se enfrentó al propietario de la cartera sustituida, el hombre negó al principio ser el propietario, pero acabó admitiendo que también había sido robado por Jones. El propietario de la cartera afirmó que no quería denunciar el delito a la policía por miedo a exponerse. Haslem denunció el delito a la policía al día siguiente. La policía encontró a Jones esa medianoche y un agente fingió estar interesado en sus servicios mientras la conducía a la calle Greene y la detenía. Cuando el agente la registró, se dio cuenta de la condición de Jones (el término trans no existía en aquel momento) y al registrar su habitación, encontró varias carteras de hombre.
Jones fue juzgada el 16 de junio de 1836 y compareció ante el tribunal con una peluca, pendientes blancos y un vestido. Fue objeto de muchas burlas por parte del público del tribunal por su atuendo. Según The Sun, una persona del público le quitó la peluca de la cabeza, por lo que el tribunal estalló en carcajadas. Cuando le preguntaron por qué iba vestida con un atuendo femenino, declaró...
"Me he dedicado a atender a chicas de mala fama, he preparado sus camas, he recibido a sus acompañantes en la puerta, he recibido el dinero por las habitaciones y me han inducido a vestirme con ropa de mujer, diciendo que me veía mucho mejor con ella y siempre he asistido a fiestas de gente de mi color vestida de esta manera y en Nueva Orleans siempre me vestí de esta manera."

Jones se declaró no culpable del cargo de hurto mayor. Fue condenada a cinco años de prisión en Sing Sing.
El juicio fue objeto de una gran atención por parte de la prensa, que solía informar más sobre su atuendo inusual que sobre el delito que había cometido. H. R. Robinson dibujó una litografía de Jones, llamándola "El hombre-monstruo".
El 9 de agosto de 1845, el Commercial Advertiser publicó un informe sobre Jones, refiriéndose a ella como "Beefsteak Pete", siendo arrestada de nuevo. Jones obtuvo el apodo de "Beefsteak Pete" por el hecho de que llevaba una prótesis vaginal cuando mantenía relaciones sexuales con hombres para hacerles creer que era biológicamente femenina.
El 15 de febrero de 1846, el New York Herald informó de que Jones, a la que también se refería como "Beefsteak Pete", había sido liberado de la Isla Roosevelt (Nueva York) después de seis meses de prisión por "jugar a su viejo juego [y] marchar por la calle con el equipamiento completo de una mujer".

## Legado
Aunque fue objeto de fuertes burlas en su momento, Jones ha sido celebrada por los historiadores modernos por su actuación en el tribunal al compartir su experiencia como persona negra transexual con la audiencia principalmente blanca del tribunal. En su libro, The Amalgamation Waltz, Tavia Nyong'o, afirma que Jones "[transformó] la vergüenza y el estigma no trascendiéndolos o reprimiéndolos, sino empleándolos como recursos en la producción de nuevos modos de significado y de ser". El Museo de la Ciudad de Nueva York ha considerado a Jones como "una de las primeras personas transgénero conocidas en la historia de Nueva York".
El artista Arthur Jafa presentó una reimaginación del aspecto que habría tenido Jones en una fotografía de autorretrato titulada La Scala en su muestra de arte A Series of Utterly Improbable, Yet Extraordinary Renditions.
El Museo de Brooklyn encargó al cineasta Tourmaline la creación de un cortometraje llamado Salacia centrado en la vida de Jones. El corto se proyectó en el museo del 3 de mayo al 9 de diciembre de 2019. Actualmente, se proyecta forma parte de la colección permanente del MoMA.
Jonathan Ned Katz, en su libro Love Stories: Sex Between Men Before Homosexuality, dice que Jones no recibió educación, que era analfabeta y firmaba las declaraciones con una X. Según Katz, el contraste y el escándalo hicieron que Sewally / Jones fuera tan interesante para la prensa. Durante el día, según los informes, Peter Sewally se vestía supuestamente como un hombre (excepto en Nueva Orleans) y por la noche se ponía ropa femenina y asumía el papel de Mary, (que también se hacía llamar Miss Ophelia, Miss June, Eliza Smith y Julia Johnson). The Herald and Sun, cuando Sewally fue acusada por primera vez de robo declaró que Sewally había llevado a cabo inicialmente el negocio bajo el nombre de Mary Jones sin robar a los clientes. La prensa utilizó el anticuado término mestizaje para indicar que atendía a clientes de diversos orígenes, lo que no era la norma, menos de diez años después de la abolición de la esclavitud.